# لیزر کسری
لیزر کسری حاصل رویکرد جدیدی در پزشکی است رویکردی که به دنبال استفاده از قابلیت‌های درمانی لیزرهای ablative بدون نگرانی از عوارض جانبی آن‌ها بود. از سال ۲۰۰۱ دانشمندان به دنبال ساخت لیزری برای درمان پدیده سالخوردگی با عوارض درمانی کمتر بودند تا اینکه رویکرد اعمال کسری لیزر شکل گرفت بدین ترتیب که به جای اعمال لیزر در کل سطح موضع درمان، آن را به صورت ستون‌های میکرونی در فواصل منظم در سطح موضع درمان اعمال و لذا با سالم نگهداشتن بخش زیادی از موضع درمان از بروز عوارض جانبی پیشگیری کنند این رویکرد منتج به ساخت لیزرهایی شد که لیزر را به صورت کسری به پوست اعمال می‌کننداین لیزرها برای ایجاد ستون‌های میکرونی پرتو لیزر از اسکنر یا سیستم استمپ استفاده می‌کنند سیستم اسکنر، اسکنری پس از ایجا پرتو میکرونی توسط یک میکرولنز آن را در فواصل منظم که توسط کاربر قابل تنظیم است به پوست اعمال می‌کند سیستم استمپ یک قطعه حاوی صدها میکرو لنز است که پرتو لیزر را به صدها پرتو میکرونی تبدیل و با هر بستن تعداد صدها پرتو میکرونی را به پوست اعمال می‌کند.

## شرکتهای سازنده
شرکت‌های فراکسل و لومنیس آمریکا پیشرو در ساخت این لیزرها می‌باشند .